# Claremont (New Hampshire)
Claremont è una città degli Stati Uniti d'America facente parte della contea di Sullivan nello stato del New Hampshire.
Claremont sorge sulle rive del fiume Connecticut.